# (1863) Antinous
(1863) Antinous ist ein erdnaher Asteroid (Planetoid) vom Apollo-Typ.
Der Asteroid wurde am 7. März 1948 von Carl A. Wirtanen am Lick-Observatorium auf dem Mount Hamilton entdeckt und wurde  wohl nach dem mythologischen Antinous benannt.
Antinous bewegt sich zwischen 0,8883 AU (Perihel) und 3,6297 AU (Aphel) in rund 3,4 Jahren um die Sonne. Die Bahnexzentrizität seiner um 18,402° gegen die Ekliptik geneigten Umlaufbahn beträgt 0,6068.
Antinous ist als S-Typ klassifiziert und rotiert in 7,457 Stunden um die eigene Achse. Die Albedo seiner Oberfläche beträgt etwa 0,2 und sein Durchmesser wird auf ca. 2 km geschätzt.